# Fujikawa Yūzō

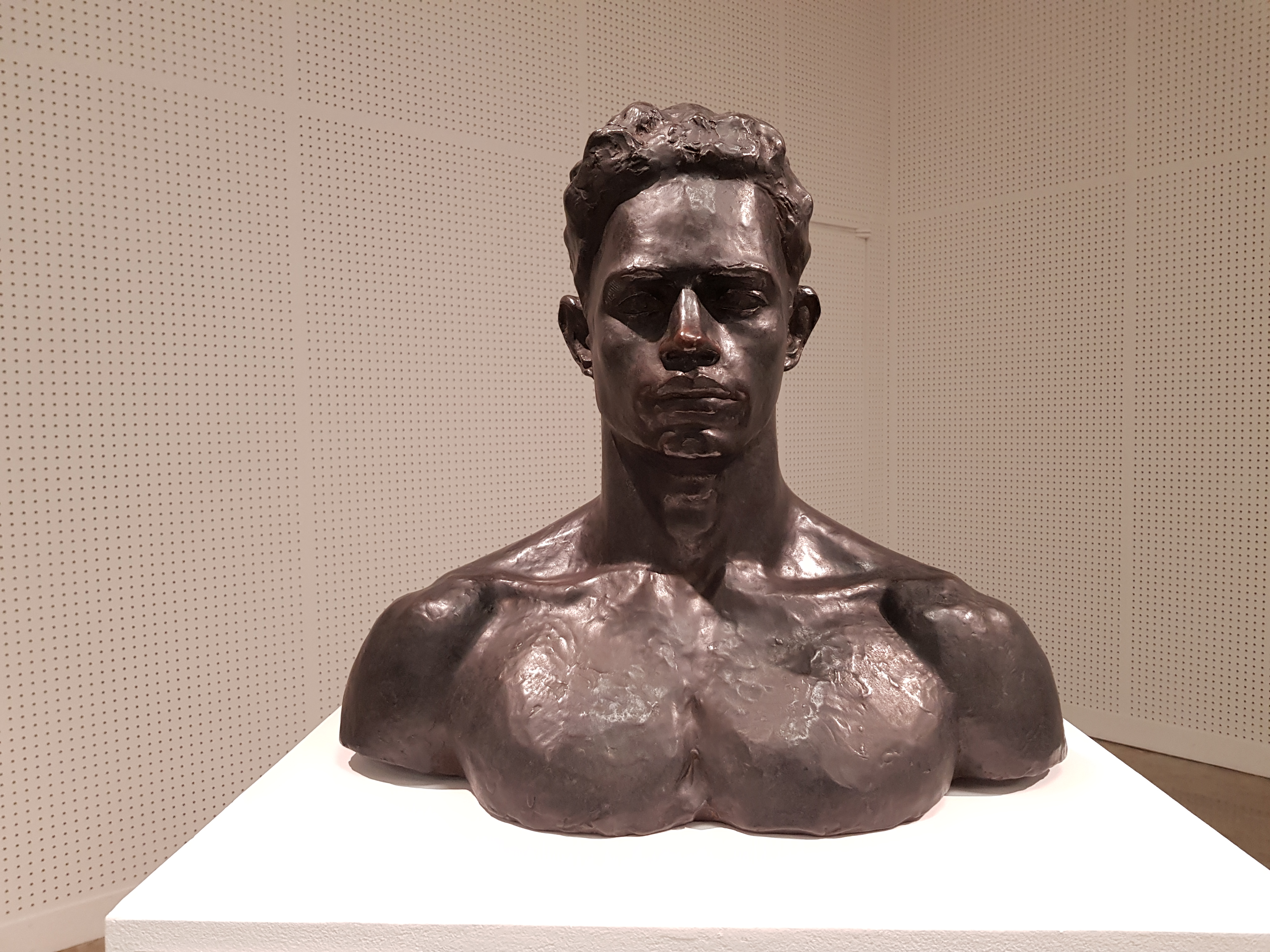
Mr. Bose, 1932.

Fujikawa Yūzō (japanisch 藤川 勇造; geboren 31. Oktober 1883 in Takamatsu (Präfektur Kagawa); gestorben 15. Juni 1935 in Tōkyō) war ein japanischer Bildhauer der Taishō- und Shōwa-Zeit.

## Leben und Werk
Fujikawa Yūzō wurde in der Stadt Takamatsu auf Shikoku als Sohn eines Lackwaren-Künstlers geboren. 1908 machte er seinen Abschluss an der „Hochschule der Künste Tōkyō“ (東京美術学校, Tokyō Bijutsu Gakkō), der Vorläufereinrichtung der heutigen Tōkyō Geijutsu Daigaku. Von 1909 bis 1916 hielt er sich in Frankreich auf, wobei er ab 1910 zunächst als Schüler, dann als Assistent unter Rodin arbeitete. Als 1919 die Künstlergemeinschaft Nika-kai (二科会) eine Abteilung für Bildhauerei eröffnete, wurde Fujikawa eins der ersten Mitglieder. 1935 wurde er Mitglied der Akademie der Künste, wobei er sich aus der Nika-kai zurückzog. Er starb plötzlich im selben Jahr.
Rodins stark bewegte, expressive Ausformungen sind bei Fujikawa weniger ausgeprägt, er bevorzugte einen kompakten Stil. Repräsentative Werke sind die Bronzen „Hase“ (兎, Usagi; 1910) und „Blonde“ (1913) ein Mädchenkopf, sowie der Frauenkopf aus Ton, „Susanne“ (1913).